# Trachelas barroanus
Trachelas barroanus là một loài nhện trong họ Trachelidae.
Loài này thuộc chi Trachelas. Trachelas barroanus được Ralph Vary Chamberlin miêu tả năm 1925.